# Unión Nacional de Estudiantes (Argentina)
La Unión Nacional de Estudiantes (UNE) fue una agrupación universitaria peronista fundada en 1967 y semillero de sectores combativos como la Juventud Peronista, Montoneros, la F.A.P., el Peronismo de Base, que desarrolló su actividad antes del auge del terrorismo de Estado en Argentina en las décadas de 1970 y 1980.

## Historia
En la Universidad de Buenos Aires, surgen en los años 60 un gran número de agrupaciones católicas denominadas “Humanistas”, que adquirirían gran protagonismo a partir de la ruptura de la Iglesia con Perón. En el año 1962, el Humanismo ganaría la conducción de la Facultad de Ciencias Económicas de la UBA, plataforma política que le permitiría nombrar en el mismo año al Rector humanista
Julio H. G. Olivera y en el año 1965, al humanista Hilario Fernández Long. Dentro del catolicismo de El Salvador, surgirán los referentes de las organizaciones peronistas. La peronización de estos militantes estará estrechamente ligada a las tensiones dentro del catolicismo. Por ejemplo, en el caso de El Salvador, los católicos estaban divididos en dos corrientes: una, que más tarde se acercará a Montoneros (Juventud Universitaria Peronista - JUP) y otra, con mayores vínculos con organizaciones como Guardia de Hierro (Frente Estudiantil Nacional - FEN). Esta última corriente católica estará comandada por Jorge Bergoglio.
De la fusión del Humanismo de Capital Federal y de Tucumán, del Integralismo de Córdoba y de la Unión de Estudiantes del Litoral (UEL) de Rosario, nacerá en el año 1967, la Unión Nacional de Estudiantes (UNE) conducida por Julio Bárbaro, con sede en Córdoba, Tucumán, Santa Fe y Chaco. En la agrupación coexistían nacionalistas, socialcristianos y peronistas progresistas. Julio Bárbaro sería el responsable de impulsar el paso del cristianismo al peronismo, entre otras acciones, a través de la implementación de los Campamentos Universitarios de Trabajo organizados en el año 1968 por un cura obrero, Llorens. A partir de aquí, se organizaría el seminario “Marcha” coordinado por Bárbaro, el “cabezón” Hageber, Oscar De Gregorio y Horacio Mendizábal, que a comienzos de la década del ´70, militaron junto a Perdía en la Juventud Demócrata Cristiana. Sectores de la UNE, posteriormente se fusionarían a la JUP (Montoneros). 
Norberto Habberguer y Oscar Di Gregorio, junto a Dardo Cabo y Horacio Mendizábal, formarían más tarde Descamisados (posteriormente fusionados en Montoneros). Desde las corrientes del catolicismo provendrían también, futuros dirigentes de Montoneros, como por ejemplo, Rodolfo Galimberti, que militaba en la Juventud Argentina por la Emancipación Nacional
(JAEN).

## Citas
“Y en medio de los gases, de las balas, en esas barricadas, se alimenta y surge la decisión de este pueblo, mil veces golpeado y mil veces revelado: señores, vamos a participar. ¡Si!. No les quepa la menor duda. Lo hicieron nuestros gauchos, montoneros heroicos. Lo hicimos nosotros, cuando compartimos el poder con nuestro General y lo vamos a seguir haciendo y lo seguirán haciendo nuestros hijos. Queremos hacer la patria del hombre nuevo, ese hombre nuevo que ya se va gestando en toda lucha, en toda barricada. Es decir, vamos a participar, y muy activamente por cierto, en la liberación nacional y social de nuestra patria, hasta hacerla definitivamente justa, libre y soberana.”
Unión Nacional de Estudiantes, Diciembre de 1970

Nosotros avanzamos desde ese progresismo del cual eran parte sectores de la Iglesia. En esta época es muy importante la aparición de Juan XXIII en el año 1958, la cristianización se da muy en torno de Juan XXIII que remplaza a Pío XII, un papa conservador. Todos estos son curas jóvenes que van naciendo en torno a una serie de procesos internos que vive el cristianismo. En muchos de nosotros, el tema económico estaba muy unido al padre francés Louis Joseph Lebret, especialista en problemas económicos y sociales de los países del Tercer mundo y que tenía los diálogos denominados “Economía y humanismo.” Había una revista que se llamaba Cristianismo y Revolución y había todo un cristianismo que se sublevaba contra la Iglesia oficial, era el resto de la Iglesia que había hecho el Opus Dei contra Perón. Una Iglesia que no soportaba ser la Iglesia de los ricos, quería ser la Iglesia de los pobres, del resto de la sociedad. Entonces, el marco era el de los Curas del Tercermundo, Juan XXIII y la Encíclica Mater et Magistra en donde la Iglesia se abre a temas del trabajo y del mundo, una Iglesia que creía en Dios y no en los negocios. (…) Ahí aparece el Personalismo Francés, una escuela conducida por el católico francés Emmanuel Mounier, el que escribió El Personalismo. O sea, hay una intelectualidad de una Iglesia que deja de estar asustada frente a Freud, a Marx, etc.”
Julio Bárbaro

## Otros militantes destacados
- El guitarrista y compositor Juan Falú, sobrino de Eduardo estuvo entre los fundadores, para después militar en la F.A.P., que eran las Fuerzas Armadas Peronistas.[2]
- Carlos Azócar era uno de los dirigentes principales del Integralismo de Córdoba, en el cual participaban el actual gobernador Schiaretti (el "gringo"), el Dr. Rubio (el "huevo"),actual Presidente del Superior Tribunal de la Provincia, Blas García y colaboraba como allegado Domingo Cavallo (el "Mingo"}tuvieron una participación destacada en el Cordobazo.

## Unión de Estudiantes del Litoral
La UEL (Unión de Estudiantes del Litoral) de Rosario fue la sede de la creación de la UNE e impuso el criterio que la organización tuviera el nombre adoptado y no el de Integralismo como proponían los cordobeses. Participaron en la creación de la UNE por Ingeniería, Rogelio "Fadi" Camarasa, actual miembro de la Directiva del Banco del Chaco, Rodolfo Milito, actualmente científico de CISCO en Silicon Valley en California, Fernando Lagrutta (asesinado por la dictadura); Por Derecho Francisco "Pancho" Iturraspe y Miguel Fontán; por Medicina Carlos Nardín, Luis Gaitini y Mabel Posse (que se casó con Rubio, de Córdoba), por Ciencias Económicas Hugo Garnero y Raúl Lamberto, por Filosofía Eduardo Lagrutta entre otros. También participó de la fundación Raúl Enrique Milito, asesinado junto a su compañera embarazada de 9 meses, Silvia Bianchi,en agosto de 1976 en un procedimiento irregular del Ejército durante la última dictadura cívico militar, en Alta Córdoba. Otro destacado militante fue Aníbal Mocarbel, secuestrado desaparecido por la última dictadura cívico militar en 1978.
"Tacuarita" Brandazza, el desaparecido más antiguo registrado por Conadep (1972), era militante de la Unión de Estudiantes del Litoral, agrupación universitaria peronista que integraba la UNE.